# Kronos (Marvel Comics)
Kronos o Chronos, è un personaggio immaginario dei fumetti pubblicati negli Stati Uniti d'America dalla Marvel Comics e creato da Mike Friedrich (testi) e Jim Starlin (testi e disegni). Esordì nelle serie a fumetti The invicible Iron Man (vol. 1) n. 55 (febbraio 1973).

## Biografia del personaggio
L'entità Kronos appare per la prima volta quando, utilizzando l'anima di Arthur Douglas, un terrestre ucciso da Thanos, crea Drax il Distruttore, un essere destinato a uccidere lo stesso Thanos. Successivamente, in un flashback, venne rivelato che in origine, molti millenni fa, il personaggio apparteneva alla razza degli Eterni e guidò una ribellione contro il regime tirannico di Uranos. Divenuto re, Kronos ebbe due figli Zuras (poi leader degli Eterni) e A'lars (che lasciò la Terra, e raggiunse Titano dove divenne noto come Mentore). In seguito, durante un esperimento con l'energia cosmica, finì accidentalmente nebulizzato. Tuttavia la sua forza vitale era così grande che il personaggio sopravvisse, continuando a esistere in forma astrale con poteri amplificati e abilità cosmiche.
Kronos era in origine uno degli Eterni della Terra. A causa di un'esplosione causata da un esperimento andato male ha perso la sua forma fisica. L'energia liberata lo ha trasformato in essere astratto, diventando un'entità dotata di un enorme potere cosmico. Per essere percepito da esseri inferiori, è solito manifestarsi come una enorme figura umanoide semi trasparente.